# 5351 Diderot
5351 Diderot (1989 SG5) là một tiểu hành tinh vành đai chính được phát hiện ngày 16 tháng 9 năm 1989 bởi Elst, E. W. ở La Silla.